# História da anatomia

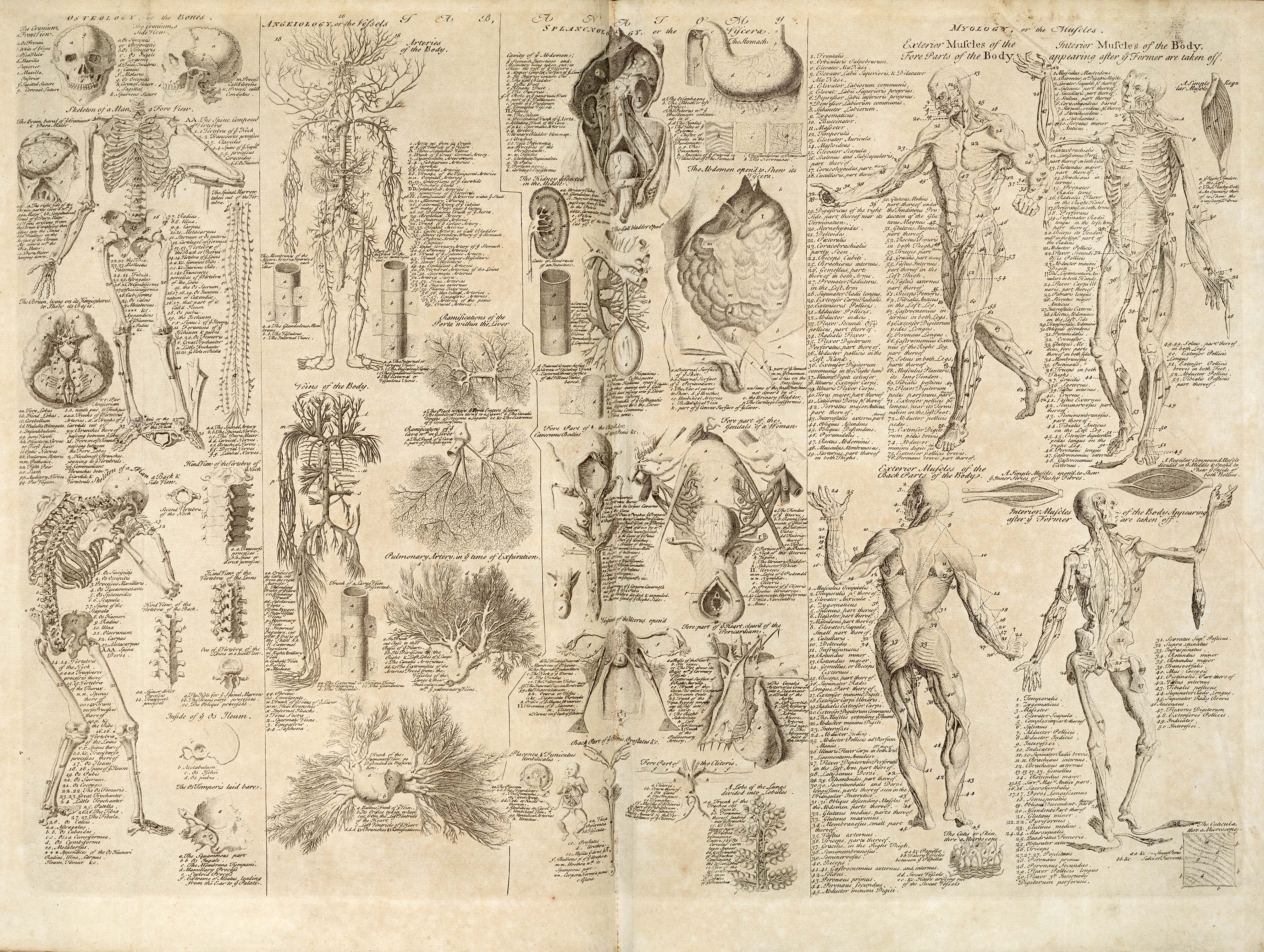
Diagrama de anatomia humana retirado da Cyclopaedia, Dicionário Universal das Artes e Ciências, de 1728

A  história da anatomia estende-se desde os exames a cadáveres de vítimas de sacrifícios no Antigo Egipto, até às análises mais sofisticadas executadas por cientistas modernos. Em termos mais restritos e clássicos, a anatomia confunde-se com a morfologia interna, isto é, com o estudo da organização interna dos seres vivos, o que implicava uma vertente predominantemente prática que se concretizava através de métodos precisos de corte e dissecação (ou dissecção) de seres vivos (cadáveres, pelo menos no ser humano), com o intuito de revelar a sua organização estrutural.
O mais antigo relato conhecido de uma dissecação pertence ao grego Teofrasto (? – 287 a. C.), discípulo de Aristóteles. Ele a chamou de anatomia (em grego, “anna temnein”), o termo que se generalizou, englobando todo o campo da biologia que estuda a forma e a estrutura dos seres vivos, existentes ou extintos. O nome mais indicado seria morfologia (que hoje indica o conjunto das leis da anatomia), pois “anna temnein” tem, literalmente, um sentido muito restrito: significa apenas “dissecar”.
Conforme seu campo de aplicação, a anatomia se divide em vegetal e animal (esta, incluindo o homem).
A anatomia animal, por sua vez, divide-se em dois ramos fundamentais: descritiva e topográfica. A primeira ocupa-se da descrição dos diversos aparelhos (ósseo, muscular, nervoso, etc...) e subdivide-se em macroscópica (estudo dos órgãos quanto a sua forma, seus caracteres morfológicos, seu relacionamento e sua constituição) e microscópica (estudo da estrutura íntima dos órgãos pela pesquisa microscópica dos tecidos e das células). A anatomia topográfica dedica-se ao estudo em conjunto de todos os sistemas contidos em cada região do corpo e das relações entre eles.
A anatomia humana se define como normal quando estuda o corpo humano em condições de saúde, e como patológica ao interessar-se pelo organismo afetado por anomalias ou processos mórbidos.
O desejo natural de conhecimento e as necessidades vitais levaram o homem, desde a pré-história, a interessar-se pela anatomia. A dissecação de animais (para sacrifícios) antecedeu a de seres humanos.
Alcméon, na Grécia, lutando contra o tabu que envolvia o estudo do corpo humano, realizou pesquisas anatômicas já no século VI a.C. (por isso muitos o consideram o “pai” da anatomia). Entre 600 e 350 a.C. , Empédocles, Anaxágoras, Esculápio e Aristóteles também se dedicaram a dissecações. Foi, porém, no século IV a.C, com a escola Alexandrina, que a anatomia prática começou a progredir. Na época, destacou-se Herófilo, que, observando cadáveres humanos, classificou os nervos como sensitivos e motores, reconhecendo no cérebro a sede da inteligência e o centro do sistema nervoso. Escreveu três livros “Sobre a Anatomia”, que desapareceram. Seu contemporâneo Erasístrato descobriu que as veias e artérias convergem tanto para o coração quanto para o fígado.
Galeno, nascido a 131 na Ásia Menor, onde provavelmente morreu em 201, aperfeiçoou  seus estudos anatômicos em Alexandria. Durante toda a Idade Média, foi atribuída enorme autoridade a suas teoria, que incluíam errôneas transposições ao homem de observações feitas em animais. Esse fato, mais os preconceitos morais e religiosos que consideravam sacrílega a dissecação de cadáveres, retardaram o aparecimento de uma anatomia científica. Os grandes progressos da medicina árabe não incluíram a anatomia prática, também por questões religiosas. As numerosas informações do “Cânon de Medicina”, de Avicena, por exemplo, referem-se apenas à anatomia de animais, apesar que "a enciclopédia médica de Jurjānī, Zakhīrah-i Khvārazm’Shāhī (O tesouro de Khvarazm’Shah)  é o primeiro grande livro de medicina no Irã pós-islamismo escrito em persa".
"Na terminologia médica atual, as dez partes discutem os seguintes tópicos: (1) anatomia, fisiologia e temperamentos, humores e elementos conhecidos; (2) fisiopatologia geral (incluindo um capítulo que descreve os tipos de pulsos e um capítulo sobre causas de morte); (3) higiene e nutrição (incluindo capítulos separados sobre doenças da infância, da velhice, e especialmente doenças contraídas durante viagens); (4) diagnósticos e prognósticos; (5) febre e suas classificações; (6) tratamentos (o volume da enciclopédia mais pesquisado pelos médicos do período); (7) doenças infecciosas; (8) doenças da pele; (9) toxicologia e (10) farmacologia. O presente manuscrito, criado no século XII, contém ilustrações e iluminuras impressionantes, e é uma das cópias mais antigas existentes do Zakhīrah. Ela está preservada nas coleções de manuscritos da Biblioteca Nacional e Arquivos da República Islâmica do Irã".
Na Europa do século IX, o estudo do corpo humano voltou a interessar os sábios, graças à escola médica de Salerno, na Itália, e à obra de Constantino, o Africano, que traduziu do árabe para o latim numerosos textos médicos gregos. Logo depois, Guglielmo de Saliceto, Rolando de Parma e outros médicos medievais enfatizaram a afirmação de Galeno segundo a qual o conhecimento anatômico era importante para o exercício da cirurgia: “Pela ignorância da anatomia, pode-se ser tímido demais em operações seguras ou temerário e audaz em operações difíceis e incertas”.
O edito de Frederico II, obrigando a escola de Nápoles a introduzir em seu currículo o treinamento prático de anatomia (1240), foi decisivo para o desenvolvimento dessa ciência. Cerca de meio século mais tarde, Mondino de Liuzzi executava em Bolonha as primeiras dissecações didáticas de cadáveres, publicando em 1316 um manual sobre autópsia.
O clima geral do Renascimento favoreceu o progresso dos estudos anatômicos. A descoberta de textos gregos sobre o assunto, e a influência dos pensadores humanistas, levou a Igreja a ser mais condescendente com a dissecação de cadáveres. Artistas como Michelangelo, Leonardo da Vinci e Rafael mostraram grande interesse sobre a estrutura do corpo humano. Leonardo dissecou, talvez, meia dúzia de cadáveres. O maior anatomista da época foi o médico flamengo André Vesalius, cujo nome real era Andreas Vesaliusum dos maiores contestadores da obscurantista tradição de Galeno. Dissecou cadáveres durante anos, em Pádua, e descreveu detalhadamente suas descobertas. Seu “De Humani Corporis Fabrica”, publicado em Basileia em 1543, foi o primeiro texto anatômico baseado na observação direta do corpo humano e não no livro de Galeno. Este método de pesquisa lhe dava muita autoridade e, não obstante as duras polêmicas que precisou enfrentar, seus ensinamentos suscitaram a atenção de médicos, artistas e estudiosos. Entretanto, provavelmente as técnicas de dissecação e preservação das peças anatômicas da época não permitiam um processo mais detalhado, incorrendo Vesalius em alguns erros, talvez pela necessidade de dissecções mais rápidas. Entre seus discípulos, continuadores de sua obra, estão Gabriele Fallopio, célebre por seus estudos sobre órgãos genitais, tímpanos e músculos dos olhos, e Fabrizio d’Acquapendente, que fez construir o Teatro Anatômico, em Pádua (onde lecionou cinquenta anos). A D’Acquapendente se deve, ainda, a exata descrição das válvulas das veias.
A partir de então, o desenvolvimento da anatomia acelerou-se. Berengario da Carpi estudou o apêndice e o timo, e Bartolomeu Eustáquio os canais auditivos. A nova anatomia do Renascimento exigiu a revisão da ciência. O inglês William Harvey, educado em Pádua, combinou a tradição anatômica italiana com a ciência experimental que nascia na Inglaterra. Seu livro a respeito, publicado em 1628, trata de anatomia e fisiologia. Ao lado de problemas de dissecação e descrição de órgãos isolados, estuda a mecânica da circulação do sangue, comparando o corpo humano a uma máquina hidráulica. O aperfeiçoamento do microscópio (por Leeuwenhoek) ajudou Marcello Malpighi a provar a teoria de Harvey, sobre a circulação do sangue, e também a descobrir a estrutura mais íntima de muitos órgãos. Introduzia-se, assim, o estudo microscópico da anatomia. Gabriele Aselli punha em evidência os vasos linfáticos; Bernardino Genga falava, então, em “anatomia cirúrgica”.
Nos séculos XVIII e XIX, o estudo cada vez mais pormenorizado das técnicas operatórias levou à subdivisão da anatomia, dando-se muita importância à anatomia topográfica. O estudo anatômico-clínico do cadáver, como meio mais seguro de estudar as alterações provocadas pela doença, foi introduzido por Giovan Battista Morgani. Surgia a anatomia patológica, que permitiu grandes descobertas no campo da patologia celular, por Rudolf Virchow, e dos agentes responsáveis por doenças infecciosas, por Pasteur e Koch.
Recentemente, a anatomia tornou-se submicroscópica. A fisiologia, a bioquímica, a microscopia eletrônica e positrônica, as técnicas de difração com raios X, aplicadas ao estudo das células, estão descrevendo suas estruturas íntimas em nível molecular.
Hoje em dia há a possibilidade de estudar anatomia mesmo em pessoas vivas, através de técnicas de imagem como a radiografia, a endoscopia, a angiografia, a tomografia axial computadorizada, a tomografia por emissão de positrões, a imagem de ressonância magnética nuclear, a ecografia, a termografia e outras.

## Anatomia moderna

### Século XVIII
Até meados do século XVIII, havia uma cota de dez cadáveres para cada: o Royal College of Physicians e a Company of Barber Surgeons, os dois únicos grupos autorizados a realizar dissecações. Durante a primeira metade do século XVIII, William Cheselden desafiou os direitos exclusivos da Company of Barber Surgeon's sobre dissecações. Ele foi o primeiro a realizar palestras e demonstrações regulares de anatomia. Ele também escreveu The Anatomy of the Humane Body, um manual estudantil sobre anatomia. Em 1752, o rápido crescimento das escolas de medicina na Inglaterra e a demanda por cadáveres levaram à aprovação do Murder Act. Isso permitiu que as escolas de medicina na Inglaterra dissecassem legalmente corpos de assassinos executados para educação e pesquisa da anatomia e também visavam evitar assassinatos. Para aumentar ainda mais a oferta de cadáveres, o governo aumentou o número de crimes sendo considerado o enforcamento como punição. Embora o número de cadáveres tenha aumentado, ainda não foi suficiente para atender à demanda na formação em anatomia e medicina.
Como poucos corpos foram doados voluntariamente para dissecação, os criminosos que foram enforcados por assassinato foram dissecados. No entanto, havia uma escassez de corpos que não podiam acomodar a alta demanda de corpos. Para lidar com a escassez de cadáveres e o aumento de estudantes de medicina durante os séculos XVII e XVIII, o roubo de corpos e até mesmo o assassinato de anatomia eram praticados para obter cadáveres. 'Body snatching' era o ato de se infiltrar em um cemitério, desenterrar um cadáver e usá-lo para estudo. Homens conhecidos como "ressurreicionistas" surgiram como partidos externos, que roubavam cadáveres para ganhar a vida e vendiam os corpos para escolas de anatomia. O principal anatomista londrino John Hunter pagou pelo suprimento regular de cadáveres para sua escola de anatomia. Durante os séculos XVII e XVIII, a percepção das dissecações evoluiu para uma forma de pena capital. As dissecações eram consideradas uma desonra. O cadáver estava mutilado e não era adequado para um funeral. No final do século XVIII, muitos países europeus aprovaram legislação semelhante ao Murder Act na Inglaterra para atender à demanda de cadáveres frescos e reduzir o crime. Os países permitiram que as instituições usassem corpos não reclamados de indigentes, presos e pessoas em hospitais psiquiátricos e de caridade para dissecação. Infelizmente, a falta de corpos disponíveis para dissecação e o ar polêmico que cercava a anatomia no final do século XVII e início do século XVIII causaram uma paralisação no andamento que fica evidente pela falta de atualização dos textos anatômicos da época entre as edições. Além disso, a maioria das investigações em anatomia visava desenvolver conhecimentos da fisiologia e da cirurgia. Naturalmente, isso significava que um exame minucioso dos aspectos mais detalhados da anatomia que poderiam avançar o conhecimento anatômico não era uma prioridade.
A Medicina de Paris foi notória por sua influência no pensamento médico e suas contribuições para o conhecimento médico. A nova medicina hospitalar na França durante o final do século XVIII foi provocada em parte pela Lei de 1794, que tornou médicos e cirurgiões iguais no mundo da assistência médica. A lei surgiu como resposta ao aumento da demanda por profissionais médicos capazes de atender ao aumento de lesões e doenças provocadas pela Revolução Francesa. A lei também complementava as escolas com corpos para aulas de anatomia. Em última análise, isso criou a oportunidade para o campo da medicina crescer na direção do "localismo da anatomia patológica, o desenvolvimento de técnicas de diagnóstico apropriadas e a abordagem numérica da doença e da terapêutica".
O Parlamento britânico aprovou a Lei de Anatomia de 1832, que finalmente previa um suprimento adequado e legítimo de cadáveres, permitindo a dissecação legal de assassinos executados. A visão do anatomista da época, porém, tornou-se semelhante à de um carrasco. Ter o corpo dissecado era visto como um castigo pior do que a morte, "se você roubasse um porco, você era enforcado. Se você matasse um homem, você era enforcado e depois dissecado". A demanda cresceu tanto que alguns anatomistas recorreram à dissecação de seus próprios familiares, além de roubar corpos de seus túmulos.
Muitos europeus interessados no estudo da anatomia viajaram para a Itália, então o centro da anatomia. Somente na Itália poderiam ser usados certos métodos de pesquisa importantes, como dissecações em mulheres. Realdo Colombo (também conhecido como Realdus Columbus) e Gabriele Falloppio foram alunos de Vesalius. Colombo, como sucessor imediato de Vesalius em Pádua, e depois professor em Roma, distinguiu-se por descrever a forma e as cavidades do coração, a estrutura da artéria pulmonar e da aorta e suas válvulas, e traçar o curso do sangue da direita para a esquerda o lado esquerdo do coração.
O aumento da anatomia levou a várias descobertas e descobertas. Em 1628, o médico inglês William Harvey observou a circulação de sangue através de dissecções dos corpos de seu pai e de sua irmã. Ele publicou De moto cordis et sanguinis, um tratado no qual explicou sua teoria. Na Toscana e Florença, Marcello Malpighi fundou a anatomia microscópica, e Nils Steensen estudou a anatomia dos linfonodos e glândulas salivares. No final do século XVII, Gaetano Zumbo desenvolveu técnicas anatômicas de modelagem em cera. Antonio Valsalva, aluno de Malpighi e professor de anatomia na Universidade de Bolonha, foi um dos maiores anatomistas da época. Ele é conhecido por muitos como o fundador da anatomia e fisiologia do ouvido. No século XVIII, Giovanni Batista Morgagni relacionou sintomas pré-mortem com achados patológicos post-mortem usando anatomia patológica em seu livro De Sedibus. Isso levou ao surgimento da anatomia mórbida na França e na Europa. A ascensão da anatomia mórbida foi um dos fatores que contribuíram para a mudança de poder entre médicos sobre os pacientes. Com a invenção do estetoscópio em 1816, Laennec foi capaz de ajudar a preencher a lacuna entre uma abordagem sintomática da medicina e da doença, para uma abordagem baseada em anatomia e fisiologia. A doença e os tratamentos eram baseados na "anatomia patológica" e, porque essa abordagem da doença estava enraizada na anatomia e não nos sintomas, o processo de avaliação e tratamento também foi forçado a evoluir. Do final do século XVIII ao início do século XIX, o trabalho de profissionais como Morgagni, Scott Matthew Baillie e Xavier Bichatserviu demonstrou exatamente como a inspeção anatômica detalhada dos órgãos poderia levar a um meio mais empírico de compreensão da doença e da saúde que combinasse a teoria médica com a prática médica. Essa "anatomia patológica" abriu caminho para "patologia clínica" que aplicava o conhecimento de abrir cadáveres e quantificar doenças aos tratamentos. Junto com a popularidade da anatomia e dissecção veio um crescente interesse na preservação de espécimes dissecados. No século XVII, muitos dos espécimes anatômicos eram secos e armazenados em armários. Na Holanda, houve tentativas de replicar múmias egípcias preservando tecidos moles. Isso ficou conhecido como embalsamamento. Na década de 1660, os holandeses também tentavam preservar os órgãos injetando cera para manter a forma do órgão. Corantes e mercúrio foram adicionados à cera para melhor diferenciar e visualizar várias estruturas anatômicas para anatomia acadêmica e de pesquisa. No final do século XVIII, Thomas Pole publicou The Anatomic Instructor, que detalhou como secar e preservar espécimes e tecidos moles.

### Século XIX
Durante o século XIX, a pesquisa anatômica foi estendida com histologia e biologia do desenvolvimento de humanos e animais. As mulheres, que não tinham permissão para frequentar a faculdade de medicina, podiam frequentar os teatros de anatomia. A partir de 1822, o Royal College of Surgeons forçou o fechamento de escolas não regulamentadas. Os museus médicos forneciam exemplos de anatomia comparada e eram frequentemente usados no ensino.

## Pesquisa atual
As pesquisas sobre anatomia nos últimos cem anos se embasaram no desenvolvimento tecnológico e na compreensão de ciências como a biologia evolutiva e molecular para criar um entendimento completo dos órgãos e estruturas do corpo. Disciplinas como a endocrinologia explicam o propósito das glândulas que os anatomistas anteriormente não conseguiam explicar; dispositivos médicos, como imagem por ressonância magnética permitiram aos pesquisadores estudar órgãos em detalhes sem precedentes. O progresso hoje na anatomia está centrado no desenvolvimento, evolução e função das características anatômicas, pois os aspectos macroscópicos da anatomia humana foram amplamente catalogados. A anatomia não humana é particularmente ativa, pois os pesquisadores usam técnicas que vão desde a análise de elementos finitos até a biologia molecular.
Para economizar tempo, algumas faculdades de medicina, como Birmingham (Inglaterra), adotaram a prossecção anatômica, onde um demonstrador disseca e explica para uma plateia, no lugar da dissecação pelos alunos. Isso permite que os alunos observem mais de um corpo. Melhorias em imagens coloridas e fotografia acabam sendo um material central para a aprendizagem. Modelos anatômicos plásticos são usados regularmente no ensino de anatomia, oferecendo um bom substituto para o real. O uso de modelos vivos para demonstração anatômica está novamente se tornando popular no ensino. Os pontos de referência da superfície que podem ser palpados em outro indivíduo fornecem prática para futuras situações clínicas. É possível fazer isso em si mesmo; no curso de Biologia Integrada da Universidade de Berkeley , os alunos são encorajados a "introspectar" sobre si mesmos e vincular o que estão sendo ensinados em seu próprio corpo. As doações de corpos diminuíram com a confiança do público na profissão médica. Na Grã-Bretanha, o Human Tissue Act 2004 reforçou a disponibilidade de recursos para os departamentos de anatomia. Os surtos de encefalite espongiforme bovina (BSE) no final da década de 1980 e início da década de 1990 restringiram ainda mais o manuseio do tecido cerebral. A polêmica de Gunther von Hagens e as exibições públicas de dissecações, preservadas por plastinação, podem dividir opiniões sobre o que é ético ou legal.